# Cristești (Nisporeni)
Cristeşti è un comune della Moldavia situato nel distretto di Nisporeni di 1.208 abitanti al censimento del 2004